# Törökország miniszterelnökeinek listája
Törökország miniszterelnökei időrendi sorrendben. Törökországban gyakran alakult koalíciós kormány; ilyen esetben a miniszterelnököt adó pártot tüntettük fel. A 2017-es törökországi alkotmánymódosító népszavazás eredményeképpen a tisztség 2018. július 9-én megszűnt. A miniszterelnök feladatkörét a köztársasági elnök vette át végrehajtói elnökként.

## Atörök függetlenségi háborúidején
| # | Miniszterelnök | Miniszterelnök                  | Hivatalba lépés ideje | Hivatali idő vége  | Képviselt párt       |
| - | -------------- | ------------------------------- | --------------------- | ------------------ | -------------------- |
| 1 |                | Musztafa Kemal Pasa (1881–1938) | 1920. május 3.        | 1921. január 24.   | Köztársasági Néppárt |
| 2 |                | Fevzi Pasa (1876–1950)          | 1921. január 24.      | 1922. július 9.    | Köztársasági Néppárt |
| 3 |                | Rauf Bey (1881–1964)            | 1922. július 12.      | 1923. augusztus 4. | Köztársasági Néppárt |
| 4 |                | Fethi Bey (1880–1943)           | 1923. augusztus 14.   | 1923. október 27.  | Köztársasági Néppárt |

## Török Köztársaság
| Kulcs: | CHP | DP | AP | ANAP | DYP | RP | DSP | AKP | Más |

| #    | Miniszterelnök | Miniszterelnök                     | Hivatalba lépés ideje | Hivatali idő vége    | Képviselt párt                   |
| ---- | -------------- | ---------------------------------- | --------------------- | -------------------- | -------------------------------- |
| 1    |                | İsmet Pasa (1884–1973)             | 1923. november 1.     | 1924. november 22.   | Köztársasági Néppárt             |
| 2    |                | Fethi Bey (1880–1943)              | 1924. november 22.    | 1925. március 6.     | Köztársasági Néppárt             |
| (1)  |                | İsmet İnönü (1884–1973)            | 1925. március 6.      | 1937. október 25.    | Köztársasági Néppárt             |
| 3    |                | Celal Bayar (1883–1966)            | 1937. október 25.     | 1939. január 25.     | Köztársasági Néppárt             |
| 4    |                | Refik Saydam (1881–1942)           | 1939. január 25.      | 1942. július 8.      | Köztársasági Néppárt             |
| -    |                | Ahmet Fikri Tüzer (1878–1942)      | 1942. július 8.       | 1942. július 9.      | Köztársasági Néppárt             |
| 5    |                | Şükrü Saracoğlu (1887–1953)        | 1942. július 9.       | 1946. augusztus 7.   | Köztársasági Néppárt             |
| 6    |                | Mehmet Recep Peker (1889–1950)     | 1946. augusztus 7.    | 1947. szeptember 10. | Köztársasági Néppárt             |
| 7    |                | Hasan Saka (1885–1950)             | 1947. szeptember 10.  | 1949. január 16.     | Köztársasági Néppárt             |
| 8    |                | Şemsettin Günaltay (1883–1961)     | 1949. január 16.      | 1950. május 22.      | Köztársasági Néppárt             |
| 9    |                | Adnan Menderes (1899–1961)         | 1950. május 22.       | 1960. május 27.      | Demokrata Párt                   |
| 10   |                | Cemal Gürsel (1895–1966)           | 1960. május 27.       | 1961. október 27.    | katonai kormány                  |
| -    |                | Emin Fahrettin Özdilek (1898–1989) | 1961. október 27.     | 1961. november 20.   | katonai kormány                  |
| (1)  |                | İsmet İnönü (1884–1973)            | 1961. november 20.    | 1965. február 20.    | Köztársasági Néppárt             |
| 11   |                | Suad Hayri Ürgüplü (1903–1981)     | 1965. február 20.     | 1965. október 27.    | Az Igazság Pártja                |
| 12   |                | Süleyman Demirel (1924–2015)       | 1965. október 27.     | 1971. március 26.    | Az Igazság Pártja                |
| 13   |                | Nihat Erim (1912–1980)             | 1971. március 26.     | 1972. május 22.      | Nemzeti Egység koalíciós kormány |
| 14   |                | Ferit Melen (1906–1988)            | 1972. május 22.       | 1973. április 15.    | Átmeneti kormány                 |
| 15   |                | Naim Talu (1919–1998)              | 1973. április 15.     | 1974. január 26.     | Átmeneti kormány                 |
| 16   |                | Bülent Ecevit (1925–2006)          | 1974. január 26.      | 1974. november 17.   | Köztársasági Néppárt             |
| 17   |                | Sadi Irmak (1906–1990)             | 1974. november 17.    | 1975. március 31.    | Átmeneti kormány                 |
| (12) |                | Süleyman Demirel (1924–2015)       | 1975. március 31.     | 1977. június 21.     | Az Igazság Pártja                |
| (16) |                | Bülent Ecevit (1925–2006)          | 1977. június 21.      | 1977. július 21.     | Köztársasági Néppárt             |
| (12) |                | Süleyman Demirel (1924–2015)       | 1977. július 21.      | 1978. január 5.      | Az Igazság Pártja                |
| (16) |                | Bülent Ecevit (1925–2006)          | 1978. január 5.       | 1979. november 12.   | Köztársasági Néppárt             |
| (12) |                | Süleyman Demirel (1924–2015)       | 1979. november 12.    | 1980. szeptember 12. | Az Igazság Pártja                |
| 18   |                | Bülent Ulusu (1923–2015)           | 1980. szeptember 21.  | 1983. december 13.   | katonai kormány                  |
| 19   |                | Turgut Özal (1927–1993)            | 1983. december 13.    | 1989. október 31.    | Az Anyaország Pártja             |
| -    |                | Ali Hüsrev Bozer (1925–2020)       | 1989. október 31.     | 1989. november 9.    | Az Anyaország Pártja             |
| 20   |                | Yıldırım Akbulut (1935–2021)       | 1989. november 9.     | 1991. június 23.     | Az Anyaország Pártja             |
| 21   |                | Mesut Yılmaz (1947–2020)           | 1991. június 23.      | 1991. november 20.   | Az Anyaország Pártja             |
| (12) |                | Süleyman Demirel (1924–2015)       | 1991. november 20.    | 1993. június 23.     | Az Igaz Ösvény Pártja            |
| 22   |                | Tansu Çiller (1946–)               | 1993. június 25.      | 1996. március 6.     | Az Igaz Ösvény Pártja            |
| (21) |                | Mesut Yılmaz (1947–2020)           | 1996. március 6.      | 1996. június 28.     | Az Anyaország Pártja             |
| 23   |                | Necmettin Erbakan (1926–2011)      | 1996. június 28.      | 1997. június 30.     | A Jólét Pártja                   |
| (21) |                | Mesut Yılmaz (1947–2020)           | 1997. június 30.      | 1999. január 11.     | Az Anyaország Pártja             |
| (16) |                | Bülent Ecevit (1925–2006)          | 1999. január 11.      | 2002. november 19.   | Átmeneti kormány                 |
| 24   |                | Abdullah Gül (1950–)               | 2002. november 19.    | 2003. március 12.    | Igazság és Fejlődés Pártja       |
| 25   |                | Recep Tayyip Erdoğan (1954–)       | 2003. március 12.     | 2014. augusztus 28.  | Igazság és Fejlődés Pártja       |
| 26   |                | Ahmet Davutoğlu (1959–)            | 2014. augusztus 28.   | 2016. május 24.      | Igazság és Fejlődés Pártja       |
| 27   |                | Binali Yıldırım (1955–)            | 2016. május 24.       | 2018. július 9.      | Igazság és Fejlődés Pártja       |

- Ahmet Fikri Tüzer belügyminiszter egy napig volt miniszterelnök, mielőtt megalakult a 13. kormány Şükrü Saracoğlu vezetésével.

| Kulcs: | CHP | DP | AP | ANAP | DYP | RP | DSP | AKP | Más |